# دوئین مایکلز
دوئین مایکلز (انگلیسی: Duane Michals؛ زادهٔ ۱۸ فوریهٔ ۱۹۳۲) عکاس اهل ایالات متحده آمریکا است.